# Augustusburg
Augustusburg est une ville de Saxe (Allemagne), située dans l'arrondissement de Saxe centrale, dans le district de Chemnitz.

## Histoire
La ville tient son nom du château qui était un ancien pavillon de chasse des Électeurs de Saxe ; sa première mention sous le nom de Schellenberg remonte à 1206. Le château actuel remonte à 1568
car il a été relevé d'incendies de 1528 et 1547 par Hieronymus Lotter en quatre années.

## Composition
La ville compte, en 2013, 4 670 habitants et comprend plusieurs quartiers :
- Augustusburg,
- Erdmannsdorf,
- Grunberg,
- Hennersdorf,
- Kunnersdorf.

## Personnalités liées à la ville
- Fips Fleischer (1923–2002), musicien de jazz et compositeur
- Margarete Kühn (1888-1977), designeuse et entrepreneuse